# Leo Gross (Rechtswissenschaftler)
Leo Gross (* 6. April 1903 in Krosno, Galizien, Österreich-Ungarn; † 8. November 1990 in Cambridge, Massachusetts) war ein österreichisch-amerikanischer Jurist jüdischer Abstammung. Er wirkte insbesondere im Bereich des Völkerrechts und der internationalen Beziehungen, und fungierte von 1944 bis 1980 als Professor an der Fletcher School of Law and Diplomacy der Tufts University.

## Leben
Leo Gross wurde 1903 in der Stadt Krossen in Galizien geboren und absolvierte an der Universität Wien ein Studium der Staatslehre, des internationalen Rechts und der Ökonomie, das er 1927 mit einer politikwissenschaftlichen Promotion unter Hans Kelsen beendete. Mit einem Stipendium der Rockefeller-Stiftung widmete er sich von 1929 bis 1931 weiteren Studien im Bereich des Rechts und der Rechtsphilosophie an der London School of Economics (LSE), an der Columbia University sowie an der Harvard University, wo er 1931 im Bereich der Rechtswissenschaften promovierte. Nach seiner Rückkehr nach Europa wirkte er als Assistent von Hans Kelsen an der Universität zu Köln.
Nachdem Kelsen nach der Machtergreifung durch die Nationalsozialisten aufgrund seiner jüdischen Abstammung im April 1933 von seiner Professur in Köln beurlaubt wurde und in die Schweiz emigrierte, ging Gross auf Vermittlung von Kelsen erneut an die LSE, wo er als Assistent von Hersch Lauterpacht fungierte. Als seine Stelle zwei Jahre später aus finanziellen Gründen nicht verlängert wurde und auch eine feste Anstellung an der LSE nicht möglich war, wechselte er an das in Paris ansässige International Institute of Intellectual Co-Operation des Völkerbundes. Dort war er fünf Jahre lang als Leiter der Abteilung für internationale Beziehungen tätig, bevor er 1940 aufgrund des Beginns des Zweiten Weltkrieges über Vichy, Pau, Madrid und Lissabon in die Vereinigten Staaten emigrierte.
In den USA bekam er 1941 eine Anstellung und drei Jahre später eine Professur für Völkerrecht an der Fletcher School of Law and Diplomacy der Tufts University, an der er bis zu seiner Emeritierung im Jahr 1980 tätig war. Darüber hinaus unterrichtete er als Fulbright-Professor 1958 an der Universität Kopenhagen sowie 1966 an der Universität Tokio und an der Hitotsubashi-Universität, 1949 als Gastprofessor an der Yale University, in den Jahren 1958, 1951/1952 und von 1964 bis 1966 als Gastprofessor an der Harvard University, 1962 als Gastprofessor an der Columbia University sowie 1967 als Dozent an der Haager Akademie für Völkerrecht. Außerdem war er als Berater des amerikanischen Außenministeriums und der Vereinten Nationen tätig.
Schwerpunkt des rechtswissenschaftlichen Wirkens von Leo Gross waren die Vereinten Nationen und der Internationale Gerichtshof. Verheiratet war er mit einer Wiener Künstlerin, die gemeinsamen Zwillingstöchter wurden in den USA geboren. Er starb 1990 in Boston infolge einer Lungenentzündung. Sein Nachlass befindet sich im Deutschen Exilarchiv Frankfurt der Deutschen Nationalbibliothek.

## Auszeichnungen
Die Amerikanische Gesellschaft für internationales Recht, deren Vorstand er von 1956 bis 1959 angehörte, ernannte Leo Gross im Jahr 1970 zu ihrem Ehrenvizepräsidenten und verlieh ihm 1977 für sein Werk „The Future of the International Court of Justice“ ein ASIL Certificate of Merit (Verdiensturkunde) sowie 1986 mit der Manley-O.-Hudson-Medaille ihre höchste Auszeichnung. Darüber hinaus wurde er 1970 zum Ehrenherausgeber des American Journal of International Law ernannt, für das er von 1956 bis 1970 als Mitherausgeber fungierte und von 1958 bis 1985 die Buchbesprechungen betreute. Ab 1958 war er Mitglied der American Academy of Arts and Sciences. Der Indischen Gesellschaft für internationales Recht gehörte er ab 1964 als Ehrenmitglied an.

## Schriften (Auswahl)
- The International Court of Justice and the United Nations. Reihe: Collected Courses of the Hague Academy of International Law. Band 120. Den Haag 1967.
- The Future of the International Court of Justice. Zwei Bände. Dobbs Ferry 1976.
- Essays on International Law and Organization. Zwei Bände. Dobbs Ferry 1984.